# Saint-Germain-sur-Eaulne
Saint-Germain-sur-Eaulne – miejscowość i gmina we Francji, w regionie Normandia, w departamencie Sekwana Nadmorska.
Według danych na rok 1990 gminę zamieszkiwało 240 osób, a gęstość zaludnienia wynosiła 27 osób/km² (wśród 1421 gmin Górnej Normandii Saint-Germain-sur-Eaulne plasuje się na 665 miejscu pod względem liczby ludności, natomiast pod względem powierzchni na miejscu 410).